# (23612) Ramzel
(23612) Ramzel est un astéroïde de la ceinture principale.

## Description
(23612) Ramzel est un astéroïde de la ceinture principale. Il fut découvert le 22 janvier 1996 à Socorro (Nouveau-Mexique) par Robert Weber. Il présente une orbite caractérisée par un demi-grand axe de 2,64 UA, une excentricité de 0,21 et une inclinaison de 13,4° par rapport à l'écliptique.

## Compléments